# Herefordshire
 Ikke at forveksle med Hertfordshire.
Herefordshire (officielt: County of Herefordshire) er et grevskab i England. Det ligger i regionen Vest-Midlands. Det grænser op mod Shropshire, Worcestershire og Gloucestershire samt op mod de walisiske grevskaber Gwent og Powys.

## Administrative forhold
I 1974 blev Herefordshire slået sammen med Worcestershire til grevskabet Hereford og Worcester. 1. april 1998 blev de to grevskaber selvstændige igen. De nye grænser varierer lidt fra grænserne før 1974.
Herefordshire administreres som en enhedslig myndighed.

## Frugtavl
Herefordshire består for det meste af landlige områder. Grevskabet er særligt kendt for frugtdyrkning og produktion af cider. Mange af de ældgamle frugthaver er stadig i brug, selv om det moderne landbrug har ført til et pres på dem.

## Byer
De største byer er:
- City of Hereford med domkirke og 58.900 indbyggere (i 2009) er hovedby (County town)
- Leominster med 11.100 indbyggere (i 2009) er købstad (Market town)
- Ross-on-Wye med 10.089 indbyggere (i 2001) er købstad
- Ledbury med 9.900 indbyggere (i 2009) er købstad
- Bromyard havde 4.700 indbyggere i 2009
- Kington med 3.200 indbyggere (i 2009) er en handelsplads